# スーパーファミスタ
『スーパーファミスタ』（Super Famista）は、1992年3月27日にナムコ（後のバンダイナムコエンターテインメント）が発売したスーパーファミコン（SFC）用野球ゲームソフト。
SFCにおける『ファミスタシリーズ』第1作であり、『スーパーファミスタ5』（1996年）まで全5作に渡って『スーパーファミスタシリーズ』を展開していくこととなる（『4』まで毎年3月発売。『5』のみ2月発売）。
同年10月には、北アメリカ（アメリカ合衆国・カナダ。以下、北米）でも、『SUPER BATTER UP』（スーパー・バッター・アップ）のタイトルでSuper Nintendo Entertainment System（SNES。SFCの現地版）用ソフトとして発売された（#概要#北米版を参照）。

## 概要

### 日本版
本作より日本野球機構（NPB）から正式に球団名・選手名について実名使用のライセンスが受けられるようになり、球団名についてはシリーズで初めて、選手名については『プロ野球ワールドスタジアム』（1988年）以来となる実名化が図られた。但し、選手名は最大で平仮名・片仮名5文字（濁点・半濁点は、従来と異なり1文字にカウントせず）のため、一部の外国人選手は完全に再現されずパチョレック（阪神）が「パチョレク」、ブライアント（近鉄）が「ブライアン」のようになっている。西武の渡辺久信と渡辺智男については「ひさのぶ」「とみお」と下の名前のみで表記された。一方、ナムコスターズはファミコン版などから引き続いて「ぴの」「ぱっくまん」のように全員、平仮名で表記されている。
また、画面構成が従来の縦三分割方式から一塁・三塁を小窓で表示する形式に変更されており、BGMも一新されている。試合開始についても、ただスコアボードを表示するのみであったのが、守備側チームの選手がベンチから各ポジションに散っていく映像から白くフェードアウトした後にスコアボードにズームアップしていく映像に切り替わる演出が導入された（チェンジの際もスコアボードにズームアップしていく映像を導入）。
コントローラのボタンがファミリーコンピュータ等にくらべて増加されたことに伴い、バッティングの操作方法が改良された。バントの操作はスイングの途中で止める方式から新たに増加したボタンを押すだけで可能となり、バットの持つ長さを設定できるようになった。
選手のグラフィックも増加され、従来から搭載されたトルネード投法（「のも風」）に加え、投手には「えなつ風」（投球前のみ、腹の出っ張ったスタイル）・「さわむら風」（足を高く上げるスタイル）・「すぐる風」（投球前のみ、大きな耳の付いたスタイル）・「むらちょう風」（マサカリ投法）、打者には「一本足」（一本足打法）・「ながしま風」（グリップを顔に近づけ、ヘッドを投手へ向けたスタイル）・「クロマティ風」（クラウチングスタイル）・「おちあい風」（神主打法）・「かどた風」（門田博光を再現したスタイル）・「バース風」（グリップをやや低めに構えたスタイル）といったフォーム・スタイルが搭載された（「」内のフォーム・スタイル名は、いずれも『スーパーファミスタのすべて』を参照）。このうち、一本足のみバットの長さを調節することはできない。一方で、サイドスローは廃止された。

### 北米版
『SUPER BATTER UP』は、ナムコのアメリカ法人から本作のメジャーリーグベースボール公認版として発売された。
前年にGame Gear（ゲームギアの北米版）用ソフトとして発売された『Batter Up』（『ギアスタジアム』の北米版）では、ファミスタ独特の三頭身キャラクターをそのまま流用していたが、本作では、現実に近い八頭身キャラクターが採用された。また、試合開始前に国歌演奏のシーンを挿入している。

## ゲーム内容

### 公式戦モード
従来の1Pプレーモード・2Pプレーモードを統合。1Pは、従来通り勝ち抜き戦モードで全チームに勝ちぬくと優勝し、エンディングを見ることができる。2Pは、単発の対戦モードとなっている。

### オールスターモード
本作発売の直近である1991年12月発売の『ファミスタ'92』に引き続き採用された、オールスターゲームを模したモード。出場選手は全てランダムで、プレイヤーが選ぶことは出来ない。

### ドラフトモード
ドラフトモードでは2名の選手を指名して試合に出場させることが可能となっている。ドラフト指名の対象となる選手は、全裏チーム及びナムコスターズ・アメリカンズの所属選手のほか、野手25名・投手10名の対象選手がいる。1人用については、勝ち抜き戦となっており、リセットや電源を切らない限り、負けるか優勝するまで、補強した状態で戦う事が出来る。実際のドラフト会議と同様、能力の高い選手は最大4チームの指名競合が発生して抽選となり、当たりの封筒を引かなかった場合は外れ指名を行うことになる。なお、このモードでは裏チーム及びナムコスターズ・アメリカンズは、所属選手がドラフト指名の対象となるため使用できない。
続編の『スーパーファミスタ2』にも引き継がれている。

### 紅白戦モード
1つのチームを選び、紅組・白組に分かれて対戦を行う。選手は18人の中から交互に1人ずつ選び、各組9人で編成される。その為、試合中に選手を交代させることは出来ない。
ピッチャーは各イニングを1人ずつ順番に担当させる。各チームに投手は5人しかいないため、9イニング制ではコールドが無い限り必ず防御率9.90の選手がマウンドに立つことになる。

### 球場
以下の3種類が選択可能。
- ドーム - 東京ドームがモデル。人工芝。両翼100m、センター122m。
- マリン - 千葉マリンスタジアムがモデル。人工芝。両翼91m、センター118mと実際の球場より狭い。
- ろっこう - 阪神甲子園球場がモデル。天然芝。両翼97m、センター120m。ラッキーゾーン撤去後。

## 登場球団
基本的に、1992年シーズン開幕前のデータを採用しているが、1991年限りで日本球界を離れた外国人選手も何人か登録されている（この仕様は『スーパーファミスタ5』までシリーズを通して続いた）。
実在の12球団には全て「裏チーム」が存在するが、このうちビクトリーズとダイナマイツは同名の球団が『ファミスタ'92』で登場しており、選手名こそ変名であるものの元々は各球団のOBチームとして企画されたと思われる（取扱説明書に掲載されている写真の選手名は製品と異なっており、その見方を裏付けている）。
各球団の詳細はファミスタシリーズに登場する球団一覧を参照
| リーグ               | 球団名（略称）                 | 対応する裏チーム（略称） |
| -------------------- | ------------------------------ | ------------------------ |
| セントラル・リーグ   | 広島東洋カープ（C）            | レッズ（R）              |
| セントラル・リーグ   | 中日ドラゴンズ（D）            | ユニコーンズ（U）        |
| セントラル・リーグ   | ヤクルトスワローズ（S）        | ペンギンズ（P）          |
| セントラル・リーグ   | 読売ジャイアンツ（G）          | ビクトリーズ（V）        |
| セントラル・リーグ   | 横浜大洋ホエールズ（W）        | オーシャンズ（O）        |
| セントラル・リーグ   | 阪神タイガース（T）            | ダイナマイツ（Dy）       |
| パシフィック・リーグ | 西武ライオンズ（L）            | アイアンズ（I）          |
| パシフィック・リーグ | 近鉄バファローズ（Bu）         | ジャッカルーズ（J）      |
| パシフィック・リーグ | オリックスブルーウェーブ（BW） | サブマリンズ（Sb）       |
| パシフィック・リーグ | 日本ハムファイターズ（F）      | キングス（K）            |
| パシフィック・リーグ | 福岡ダイエーホークス（H）      | イーグルス（E）          |
| パシフィック・リーグ | 千葉ロッテマリーンズ（M）      | アストロズ（A）          |
| その他のチーム       | ナムコスターズ（N）            | ナムコスターズ（N）      |
| その他のチーム       | アメリカンズ（Am）             |                          |

ユニフォームは、各チームごとに先攻・後攻の関係無く同じものを着用している。実在チームにおけるビジター用に相当するものは紅白戦用、裏チームのものとして使用されている。
シーズン開幕前の3月に発売したため、千葉ロッテマリーンズ（この年に本拠地を川崎市から千葉市へ本拠地を移し、球団名をロッテオリオンズから変更した）のユニフォームや球団旗はデザイン変更の発表が間に合わず、旧オリオンズ時代をベースにしたデザインとなっている（球団旗は全くのオリジナルで『ファミスタ'92』のオリエンツに近い）。ただし監督の顔写真は八木沢荘六のものが使用されている。
ロッテ以外では巨人のユニフォーム（1989年シーズンまでのデザインとなっている）、オリックスの球団旗のデザイン、近鉄のユニフォームなどが当時のデザインと異なる。
新登場の球団・アメリカンズは『ファミスタ'91』まで登場していたメジャーリーガーズの代替チームで、アメリカの都市名を冠した選手が所属しており、本作の後も『スーパーファミスタ5』や『プロ野球 ファミスタDS』などで散発的に登場している。なお、ナムコスターズとアメリカンズの裏チームは存在しない。

## 音楽
後攻チーム用のメインテーマ曲（ランナー無しの状態で使用される曲）は、『スーパーファミスタ2』（1993年）でも使用された後、『スーパーファミスタ4』（1995年）、『スーパーファミスタ5』（1996年）ではチャンステーマとして、『ファミスタ64』（1997年）、『SUPERワールドスタジアムシリーズ』（1998年 - 2001年）でもメインテーマ『ORE WA KISHIMOTO』としてそれぞれアレンジしつつ流用された。また、2000年には阪神タイガースの応援団が実際にチャンステーマ『チャンス2000』として使用した。

## スタッフ
※参考：公式戦1人用モードの優勝後エンディング内クレジット。
- 開発チーム：PICCARI PRO
- ディレクター、チームデータ：KISSIE（岸本好弘）
- メイン・プログラム：HIDEBO（佐々木英隆）
- サブ・プログラム：EDA（わたなべひろし）、NAKA-P（中村隆徳）
- サウンド・プログラム：SHINYA（山田慎也）
- ゲーム・デザイン：SIMASIMA（島本昌弘）
- グラフィック・リーダー：YANAGII（柳沢直幹）
- グラフィック・デザイン：CTHULHU、HODONO（ほどのゆきお）、TAKAHASHI、ISHII、SANO、NISHIKAWA
- ロゴ・デザイン：E-1
- 音楽：KAWAGEN（川元義徳）
- スペシャル・サンクス：HANAI、SAITA（斎田栄一）
- プロデュース：HIRO（永島洋武）

## 評価
- ゲーム誌『ファミリーコンピュータMagazine』の読者投票による「ゲーム通信簿」での評価は以下の通り23.37点（満30点）となっている[1]。この得点はスーパーファミコン全ソフトの中で32位（323本中、1993年時点）となっている[1]。また、同雑誌1993年8月情報号特別付録の「スーパーファミコンオールカタログ'93」では、「グラフィックの向上はもちろん、チーム数も全28チームとなり倍増。セ・パ両リーグ合計504選手を使ってプレイできる」と紹介されている[1]。その他、『SUPER FAMICOM Magazine』1993年8月情報号特別付録の「スーパーファミコンオールカタログ'93」巻末に収録されている「部門別ベスト30」では、操作性24位、お買い得度6位を獲得している[5]。

| 項目 | キャラクタ | 音楽 | 操作性 | 熱中度 | お買得度 | オリジナリティ | 総合  |
| 得点 | 4.00       | 3.72 | 3.95   | 4.01   | 4.03     | 3.65           | 23.37 |

## 関連書籍
いずれも、ガイドブック。
- スーパーファミスタ必勝攻略法

1992年4月、双葉社発行。編著者：ファイティングスタジオ。「スーパーファミコン完璧攻略シリーズ」の第10巻として発行。書籍コード：ISBN 4575281611
- スーパーファミスタのすべて

1992年4月、JICC出版局発行。編集者：Hippon super!編集部。書籍コード：ISBN 4796603158